# Vienna International Centre

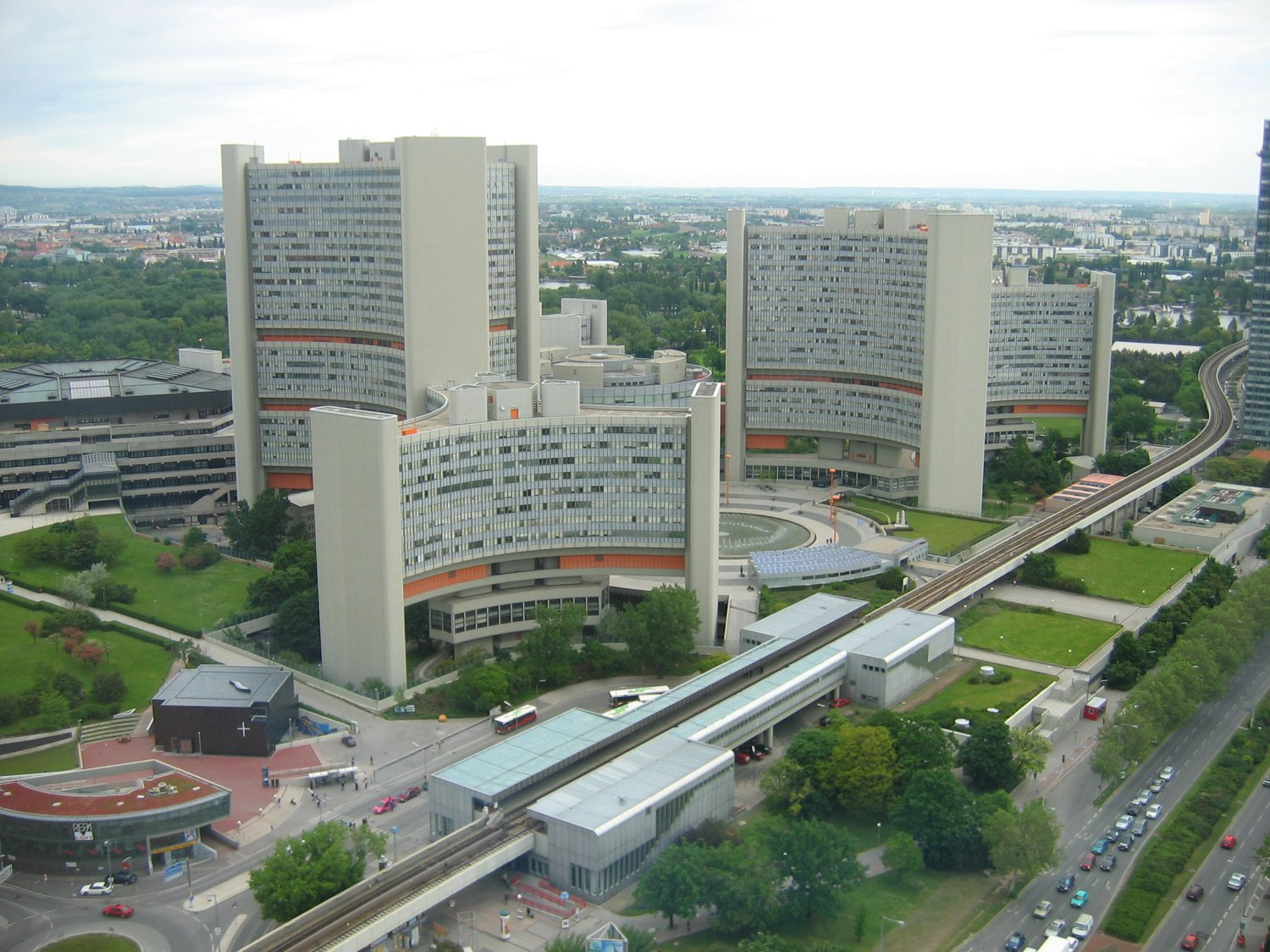
Kompleks z innego ujęcia; u dołu zdjęcia widoczne stacja metra i kościół

Vienna International Centre (VIC; znane także pod nazwą UNO-City) – kompleks budynków w Wiedniu stanowiący jedno z czterech głównych miejsc na świecie (obok kompleksów w Nowym Jorku, Genewie i Nairobi), w których ulokowane są instytucje systemu Narodów Zjednoczonych.
Pomysłodawcą ściągnięcia do Wiednia możliwie licznych organizacji międzynarodowych był kanclerz Austrii Bruno Kreisky. VIC zostało wzniesione na północnym brzegu Dunaju w latach 1973–1979. Głównym architektem był Johann Staber. 1 stycznia 1980 miała miejsce oficjalna inauguracja działalności Biura ONZ w Wiedniu, będącego gospodarzem obiektu. 
Kompleks składa się z 6 biurowców o różnej wysokości, ale podobnej bryle architektonicznej. Wszystkie zostały wybudowane na planie litery Y. Najwyższy z gmachów mierzy 120 m wysokości i liczy 28 pięter. Całkowita powierzchnia użytkowa VIC wynosi ok. 230 tys. m². Centrum jest miejscem pracy ok. 5 tys. osób. Całość obiektu ma status eksterytorialny.
Instytucjami posiadającymi na terenie VIC swe główne siedziby są:
- Biuro Organizacji Narodów Zjednoczonych w Wiedniu (UNOV; jego częścią jest też Biuro ds. Przestrzeni Kosmicznej – OOSA)
- Międzynarodowa Agencja Energii Atomowej (MAEA)
- Biuro Narodów Zjednoczonych ds. Narkotyków i Przestępczości (UNODC)
- Organizacja Narodów Zjednoczonych do spraw Rozwoju Przemysłowego (UNIDO)
- Komisja Przygotowawcza ds. Organizacji Traktatu o Całkowitym Zakazie Prób Jądrowych (CTBTO Prep.com)

Dwoma najbardziej znanymi organizacjami międzynarodowymi mającymi swe siedziby w Wiedniu (ale poza kompleksem VIC) są OBWE oraz OPEC.
VIC posiada własną stację metra oraz niewielki kościół, nawiązujący swą architekturą do futurystycznego sąsiedztwa. W bezpośredniej okolicy znajduje się też centrum konferencyjne Austria Center Vienna, często mylnie zaliczane do budynków VIC. Kompleks należy do najważniejszych przykładów nowoczesnej architektury na terenie Wiednia.